# Platycypha fitzsimonsi
Platycypha fitzsimonsi е вид насекомо от семейство Chlorocyphidae.

## Разпространение
Видът е разпространен в Зимбабве и Южна Африка.